# Josh Gad

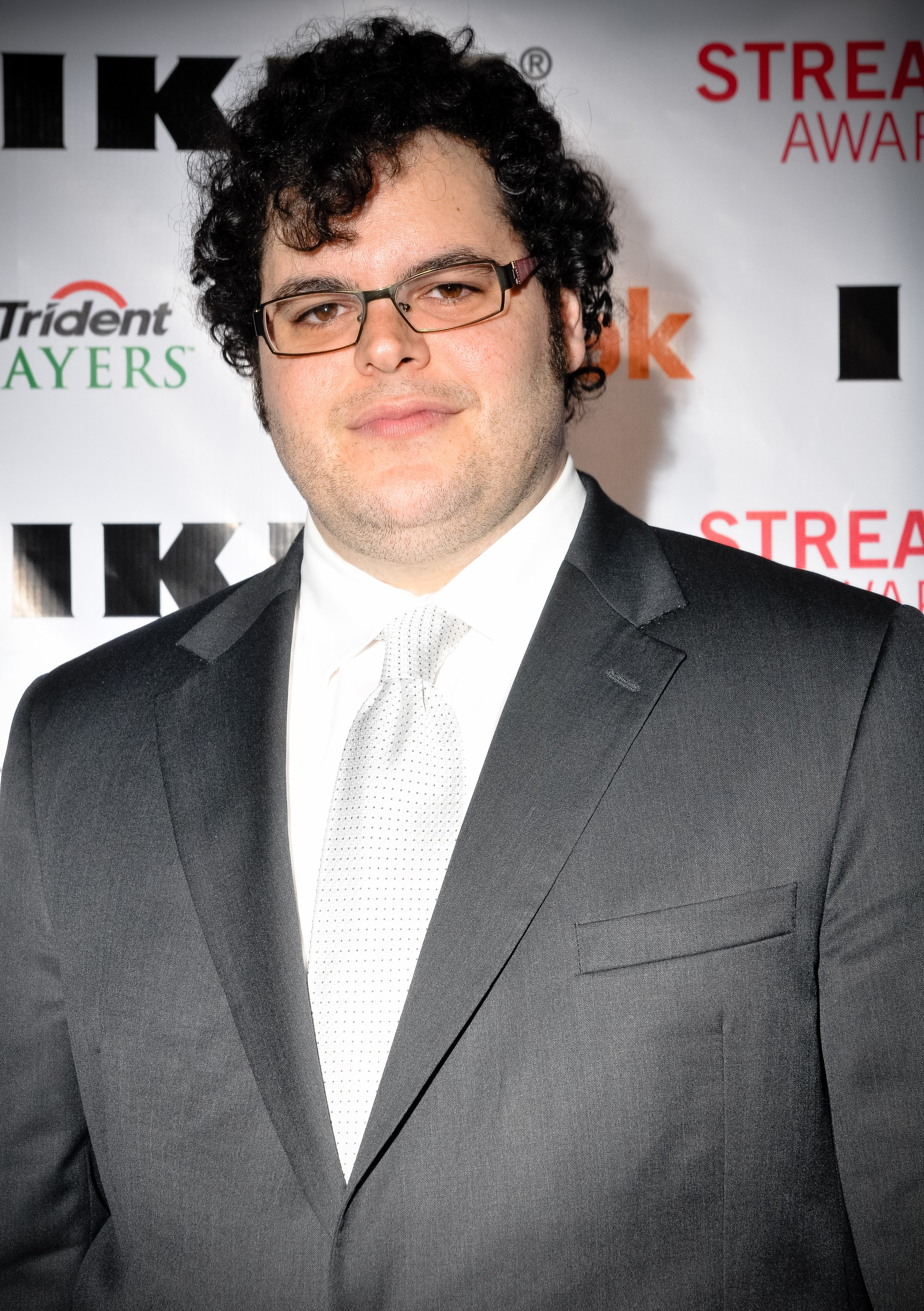
Josh Gad in 2010

Joshua Ilan Gad (Hollywood (Florida), 23 februari 1981) is een Amerikaanse acteur, stemacteur, filmproducent en scenarioschrijver.

## Biografie
Gad werd geboren in Hollywood en werd joods opgevoed, zijn vader was een immigrant uit Afghanistan. Hij doorliep de high school aan de University School of Nova Southeastern University in Fort Lauderdale waar hij in 1999 zijn diploma haalde. Hierna haalde hij in 2003 zijn bachelor of fine arts in drama aan de Carnegie Mellon College of Fine Arts in Pittsburgh. Tijdens zijn studie nam hij voor een semester deel aan een uitwisselingsprogramma met de National Institute of Dramatic Art in Sydney. 
Gad begon in 2002 met acteren in de film Mary and Joe, waarna hij nog meerdere rollen speelde in films en televisieseries.
Gad is in 2008 getrouwd waaruit hij twee kinderen heeft.

## Filmografie

### Films
Uitgezonderd korte films.
- 2023 Doggy Style - als Gus (stem)
- 2021 Ghostbusters: Afterlife - als Muncher (stem)
- 2020 Artemis Fowl - als Mulch Diggums
- 2019 Frozen II - als Olaf (stem)
- 2019 The Angry Birds Movie 2 - als Chuck (stem)
- 2019 A Dog's Journey - als Bailey (stem)
- 2019 Little Monsters - als Teddy McGiggle
- 2017 Murder on the Orient Express - als Hector MacQueen
- 2017 Marshall - als Sam Friedman
- 2017 Beauty and the Beast - als Le Fou
- 2017 A Dog's Purpose - als Bailey (stem)
- 2016 The Angry Birds Movie - als Chuck (stem)
- 2015 The Wedding Ringer - als Doug Harris
- 2015 Pixels - als Ludlow Lamonsoff
- 2014 Wish I Was Here – als Noah Bloom
- 2013 Frozen – als Olaf (stem)
- 2013 The Internship – als Headphones
- 2013 Jobs – als Steve Wozniak
- 2012 Thanks for Sharing – als Neil
- 2012 Ice Age: Continental Drift – als Louis (stem)
- 2012 She Wants Me – als Sam Baum
- 2011 Mardi Gras: Spring Break – als Bump
- 2010 Love & Other Drugs – als Josh Randall
- 2010 Marmaduke – als Bandana hond (stem)
- 2009 The Lost Nomads: Get Lost! – als Gig / Miss Piggy / Jose Sanchez
- 2009 Crossing Over – als Howie
- 2009 No Heroics – als Horseforce
- 2009 Waiting to Die – als Simon
- 2008 The Rocker – als Matt
- 2008 21 – als Miles
- 2007 Razortooth – als Jay Wells
- 2007 Watching the Detectives – als Mark
- 2002 Mary and Joe – als Angel

### Televisieseries
Uitgezonderd eenmalige gastrollen.
- 2023-2024 Solar Opposites - als stem - 2 afl.
- 2022-2023 Wolf Like Me - als Gary - 13 afl.
- 2020-2022 Central Park - als Birdie (stem) - 39 afl.
- 2020-2022 Avenue 5 - als Herman Judd - 17 afl.
- 2021 Olaf Presents - als Olaf (stem) - 6 afl.
- 2020 At Home with Olaf - als Olaf (stem) - 21 afl.
- 2011-2020 Modern Family - als Kenneth Ploufe - 2 afl.
- 2016 Lego Frozen Northern Lights - als Olaf (stem) - 4 afl.
- 2015 The Comedians - als Josh Gad - 13 afl.
- 2012-2014 New Girl – als Bearclaw – 2 afl.
- 2012-2013 1600 Penn – als Skip Gilchrist – 13 afl.
- 2011 Good Vibes – als Mondo – 12 afl.
- 2011 Gigi: Almost American – als Gigi – 10 afl.
- 2011 Californication – als dokter – 2 afl.
- 2009 Woke Up Dead – als Matt – 21 afl.
- 2008-2009 Numb3rs – als Roy McGill – 2 afl.
- 2007-2008 Back to You – als Ryan Church – 17 afl.

### Filmproducent
- 2020-2022 Central Park - televisieserie - 39 afl.
- 2022 Wolf Like Me- televisieserie - 6 afl.
- 2017 South Park - televisieserie - 1 afl.
- 2015 The Comedians - televisieserie - 13 afl.
- 2014 Gigi: Almost American - Season Two - film
- 2013 1600 Penn – televisieserie – 6 afl.
- 2011 Gigi: Almost American – televisieserie – 10 afl.
- 2009 The Lost Nomads: Get Lost! – film

### Scenarioschrijver
- 2020-2022 Central Park - televisieserie - 39 afl.
- 2011-2014 Gigi: Almost American – televisieserie – 15 afl.
- 2013 1600 Penn – televisieserie – 13 afl.
- 2009 Rent Control - film
- 2009 The Lost Nomads: Get Lost! – film

## Musicals
- 2005 The 25th Annual Putnam County Spelling Bee – als William Barfee
- 2011 The Book of Mormon – als Elder Cunningham

- Gemeinsame Normdatei: 1025513282
- International Standard Name Identifier: 0000 0001 0817 2040
- Library of Congress Control Number: no2010195578
- MusicBrainz: fde548d0-4dc4-4331-8f1c-ca342911e5ea
- Nationale Bibliotheek van Tsjechië: xx0202294
- Nationale Bibliotheek van Israël: 987007384313305171
- Nederlandse Thesaurus van Auteursnamen: 393657167
- Système universitaire de documentation: 176234632
- Virtual International Authority File: 160613557
- WorldCat: E39PBJjxwyXcQqxqWrKbjChvHC